# 柴橋頭
柴橋頭，是台灣南投縣集集鎮的一個傳統地域名稱，位於該鎮東部。相較於今日行政區，其範圍大致包括集集里北半部不含西北端、玉映里、吳厝里、八張里、永昌里、廣明里、富山里不含東部及東南部邊界地帶，以及水里鄉玉峰村北部邊界地帶西段。

## 歷史
台灣清治末期至日治初期，柴橋頭地區為一街庄，稱為「柴橋頭庄」，隸屬於集集堡。該庄北與後藔庄、鄉親藔庄為鄰，東與社仔庄為鄰，南邊隔濁水溪與龜仔頭庄、蕃仔藔庄為界，西邊為集集街。
1901年（日治明治三十四年）11月，全台廢縣廳改設二十廳，該庄隸屬於南投廳。1903年（明治三十六年）6月，該庄編入「集集區」，隸屬於南投廳。1909年（明治四十二年）10月，合併二十廳為十二廳，集集區仍隸屬於南投廳。1920年（大正九年），全台地方制度大改正，廢十二廳改設五州二廳，該庄改制為「柴橋頭」大字，隸屬於臺中州新高郡集集街。
戰後集集街改制為集集鎮，隸屬於臺中縣，大字亦改制為里。1950年7月，集集鎮拆分出水里鄉，本地區仍屬於集集鎮。同年10月，中、彰、投分治，集集鎮改隸屬南投縣。

## 聚落
本地區發展較早的聚落有吳厝、柴橋頭、洞魚（洞角）、平底林、北勢坑等，在日治期初期的官方地圖上已有記載。此外，本地區尚有屯田、籠仔坑、暗坑、黃杞林坪、湖桶、大丘園、大坪、油車坑、大山腳、硘磘等聚落。

## 交通
台鐵集集線是二水經集集至車埕的支線鐵路，大致以西向東轉西北微北－東南微南走向再轉西南西－東北東走向經過柴橋頭地區中部偏南地帶。境內西側設有集集車站，只停靠區間車。由此向西可前往二水車站轉往台鐵沿線各站；向東可前往水里、車埕等站。
省道台16線（名水路二段）是名間鄉名間至信義鄉合流坪的幹道，大致以西向東轉西南西—東北東走向經過本地區南部。由該道路向西可前往集集南部、林尾、隘寮、濁水並止於省道台3線路口；向東北東轉東南東可前往社子地區的水里市區、拔社埔、地利並止於合流坪。
縣道139號（集鹿路）是彰化至鹿谷初鄉的道路，大致以西向東到達本地區西部邊界中央偏南處，轉南沿邊界而行，經省道台16線路口轉南南西出境。由該道路向西轉北北西經集集舊市區可前往中寮、南投、芬園與員林／大村／花壇交界地帶、花壇與彰化交界地帶、彰化市區等地；向南南西可前往番子寮西部、大丘園、坪子頂、初鄉並止於縣道151號路口。
鄉道投54線（民生路、民權路、民生東路、洞角巷、大坪巷）是磨仔坑至水里的道路，大致以西向東與縣道139號共線到達本地區西部邊界中央偏南處，續向東獨行後轉西北西—東南東走向再轉西微南—東微北走向再轉西南西—東北東走向再轉西向東，進入山區後蜿蜒而行，其後以西南—東北走向於本地區東部邊界中央偏南處出境。由該道路向西可前往集集、林尾、隘寮、濁水地區的磨仔坑並止於省道台16線路口；向東北轉東南可前往社子地區的水里市區並止於省道台16線另一路口暨縣道131號終點路口。

## 學校
- 集集國小
- 永昌國小
- 永昌國小富山分校

## 文化資產
- 明新書院（縣定古蹟）